# Ильичёво (Полесский район)
Ильичёво — посёлок в Полесском городском округе Калининградской области России.

## История
В 1947 году указом Президиума Верховного Совета РСФСР деревне Вальдвинкель (нем. Waldwinkel) присвоено наименование посёлок Ильичёво.

## Население
| 1939 | 2002 | 2010 | 2012 | 2013 |
| ---- | ---- | ---- | ---- | ---- |
| 607  | ↘212 | ↗272 | ↗307 | ↘293 |

## Улицы
- ул. Лесная,
- пер. Подлесный,
- ул. Центральная.